# تيد دويل
تيد دويل (بالإنجليزية: Ted Doyle)‏ هو لاعب كرة قدم أمريكية أمريكي، ولد في 12 يناير 1914 في كورتيس في الولايات المتحدة، وتوفي في 6 أكتوبر 2006.

## وصلات خارجية
- تيد دويل على موقع مرجع كرة القدم المحترفة.كوم (الإنجليزية)